# Lockheed Martin Cormorant

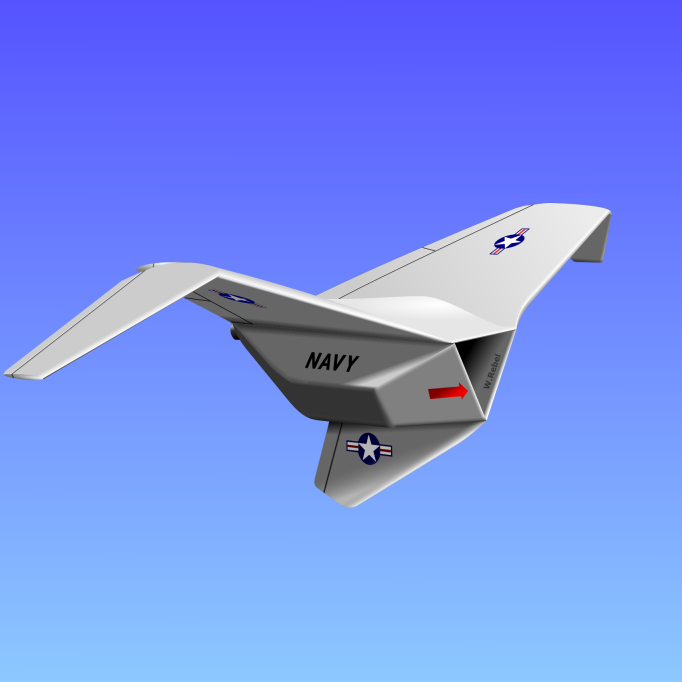
Zeichnung des Cormorant

Der Cormorant war ein militärisches Projekt der Skunk Works-Forschungsabteilung von Lockheed Martin zum Bau einer U-Boot-gestützten Kampfdrohne (offizieller Name: Cormorant – Multi Purpose Unmanned Air System, deutsch etwa „Kormoran – Unbemanntes Mehrzweck-Luftfahrzeug“; der namensgebende Kormoran ist eine tauchende Vogelart). Die Reichweite sollte ca. 800 km betragen.
Das Projekt wurde 2008 aus budgetären Gründen eingestellt.

## Entwicklung
Nach dem Ende des Kalten Krieges zwischen den USA und der Sowjetunion erkannten die Militärstrategen, dass die chirurgische Kriegführung wichtiger sei als der Einsatz von Kernwaffen. Vor diesem Hintergrund schienen die großen Atom-U-Boote der USA nicht mehr von so großer strategischer Bedeutung wie bisher. Beispielsweise kann die US Navy mit einem U-Boot der Ohio-Klasse 24 Interkontinentalraketen vom Typ Trident zum Einsatz bringen. Die Abschussrohre für die Trident sind jeweils 13,4 m lang und haben einen Durchmesser von 2,1 m. Als Antwort auf diese Schwerpunktverschiebung in den Anforderungen an die Bewaffnung entwickelten die Skunk Works die Idee, aus den Abschussrohren für die Trident eine speziell konstruierte Drohne, ein unbemanntes Luftfahrzeug mit dem Namen Cormorant, abzuschießen. Der Name rührt von der englischen Bezeichnung für den Vogel Kormoran, der kopfüber ins Wasser taucht.

## Konstruktion
Solange die Drohne in dem Abschussrohr steckt, sind die Tragflächen um den Zentralkörper der Drohne gefaltet. Während der Cormorant im Wasser ist und an die Oberfläche auftaucht, werden die Tragflächen entfaltet und die Startvorbereitungen für das Verlassen des Wassers vorbereitet. Das Durchstoßen der Wasseroberfläche und das Abheben aus dem Wasser erfolgen mit Hilfe von Raketen.
Ein gewöhnliches Flugzeug würde nicht dem Druck standhalten, der in der Tauchtiefe von 46 m (150 ft), der Starttiefe, herrscht. Um Korrosion durch das aggressive Meerwasser zu verhindern, sollte der Cormorant aus Titan gefertigt werden. Die Hohlräume sollten mit Kunststoffschaum ausgeschäumt werden, um formstabil zu bleiben und nicht von dem hohen Wasserdruck zusammengepresst zu werden. Um die Drohne noch besser gegen den Wasserdruck abzusichern, sollte ihr Inneres mit einem unter hohem Druck stehenden Inertgas gefüllt sein. Um den Cormorant wasserdicht zu versiegeln, war vorgesehen, aufblasbare Dichtungen für Türen und Klappen einzusetzen.

## Tarnung
Das prinzipiell wichtigste Verteidigungsmittel für U-Boote ist die Fähigkeit, sich unter Wasser zu verstecken. Der Start eines Fluggerätes von Bord des U-Bootes sowie nach erfüllter Mission die direkte Rückkehr eines Fluggerätes an Bord des U-Bootes gäbe dessen Position preis. Deshalb sollte das als Startbasis dienende U-Boot von der Startposition wegfahren, während der Cormorant zur Wasseroberfläche auftauchte. Nach erfolgter Mission sollte das Schiff dann Rendezvous-Koordinaten an den Cormorant senden, woraufhin dieser an der vereinbarten Position wassern und anschließend von einem Rückhol-Roboter oder Greifarm geborgen und zum U-Boot gebracht werden sollte.

## Technische Probleme
Besondere technische Herausforderungen stellten sich durch folgenden Teilaspekte des Projektes:
- Bergung der gelandeten Drohne und Wiederandocken an das getauchte U-Boot,
- Strukturfestigkeit und Wasserdichtigkeit der Drohne in Tauchtiefe und an der Wasseroberfläche,
- Flugzeugdynamik beim Übergang Wasser/Luft,
- Haltbarkeit der Triebwerke trotz wiederholtem Eintauchen in Salzwasser,
- Einsatz von widerstandsfähigen Composit-Materialien,
- Schnellstart des Triebwerkes.

## Finanzierung
Die DARPA finanzierte die Tests von Modellen und einigen Systemkomponenten des Cormorants. Die Tests sollten im September 2006 abgeschlossen sein. Nach Abschluss der Tests sollte die DARPA entscheiden, ob sie einen flugfähigen Prototyp finanziert.